# Omphalea papuana
Omphalea papuana är en törelväxtart som beskrevs av Ferdinand Albin Pax och Käthe Hoffmann. Omphalea papuana ingår i släktet Omphalea och familjen törelväxter. Inga underarter finns listade i Catalogue of Life.